# 청진기 (텔레비전 프로그램)
《청/진/기》는 2012년 6월 27일부터 2013년 1월 16일까지 한국방송공사에서 방송된 텔레비전 프로그램이다.

## 기획 의도
청소년들의 진로 이야기의 줄임말로, 청소년들의 진로 현실을 현장 다큐멘터리로 다룬 프로그램이다.

## 방송 회차

### 2012년
| 회차 | 방송일     | 방송 내용                                               | 비고               |
| ---- | ---------- | ------------------------------------------------------- | ------------------ |
| 1    | 6월 27일   | 환상의 맞수! 서울로봇고 최진혁, 오준석                  |                    |
| 2    | 7월 4일    | 한복 짓는 남자, 서울디자인고 이건호                     |                    |
| 3    | 7월 11일   | 세 쌍둥이네 경사났네! 원주의료고 이별님, 이햇님, 이달님 |                    |
| 4    | 7월 18일   | 발명은 나의 힘! 금오공업고 이동문                       |                    |
| 5    | 7월 25일   | 내일은 제빵왕! 한국외식과학고 라규리                    |                    |
| 6    | 8월 8일    | 한 여름 밤의 꿈 예술가와 1박 2일                        |                    |
| 7    | 8월 15일   | 여름 방학 특집                                          | 글로벌 꿈을 키운다 |
| 8    | 8월 22일   | 여름 방학 특집                                          | 뷰티풀 라이프      |
| 9    | 8월 29일   | 전교 1등 수빈이의 선택                                  |                    |
| 10   | 9월 5일    | 디자이너 김지해가 전하는 희망 메시지                    |                    |
| 11   | 9월 12일   | 나무로 만든 꿈 산본공업고 2학년 노우석                  |                    |
| 12   | 9월 19일   | 전국기능대회 특집2 우리가 왕이로소이다                  |                    |
| 13   | 9월 26일   | 열여덟 소녀 예란이의 사랑과 영혼                        |                    |
| 14   | 10월 17일  | 유헬스 소녀의 꿈, 세계로 가다                           |                    |
| 15   | 10월 24일] | 섬소년 수빈이의 도전                                    |                    |
| 16   | 11월 7일   | 에너지 소년의 행복한 꿈                                 |                    |
| 17   | 11월 14일  | 손끝에서 나오는 1mm의 예술                              |                    |
| 18   | 11월 21일  | 세프를 꿈꾸는 소년의 호주 주방 생존기                   |                    |
| 19   | 11월 28일  | 윤선이가 그리는 파란나라                                |                    |
| 20   | 12월 5일   | 석현이의 꿈은 오늘도 맑음                               |                    |
| 21   | 12월 26일  | 마린보이 쌍둥이 형제                                    |                    |

### 2013년
| 회차 | 방송일   | 방송 내용                 | 비고     |
| ---- | -------- | ------------------------- | -------- |
| 23   | 1월 2일  | 쌍둥이 자매의 승마 도전기 |          |
| 24   | 1월 9일  | 내일을 향해 뛰어라!       |          |
| 25   | 1월 16일 | 마이스터가 미래다         | 마지막회 |